# 小松長生
小松 長生（こまつ ちょうせい、1958年3月1日 - ）は、日本の音楽家・指揮者。現在はセントラル愛知交響楽団桂冠指揮者、およびコスタリカ国立交響楽団芸術監督を務めている。福井県坂井郡三国町（現在の坂井市）出身。既婚。

## 経歴
1958年3月1日、福井県坂井郡三国町崎に生まれる（現在、生家はレストランに改装）。小学校2年生のとき、三国町立雄島小学校から福井市宝永小学校に転校。福井市進明中学校在学中に東京藝術大学附属高等学校に首席合格したが、「指揮者になるには幅広い勉強を」との藝大教官たちの助言により、福井県下の進学校である福井県立藤島高等学校に進学。その後東京大学美学藝術学科、イーストマン音楽院大学院指揮科を卒業。指揮を伊藤栄一、デイヴィッド・ジンマンに師事した。
1985年のエクソン指揮者コンクールで優勝後、バッファロー・フィルハーモニー管弦楽団エクソン派遣指揮者、ボルティモア交響楽団アソシエート、カナダのキッチナー・ウォータルー交響楽団音楽監督、ウクライナのリヴォフ国立歌劇場首席客演指揮者、武生国際音楽祭音楽監督、東京フィルハーモニー交響楽団正指揮者などを経て現職。
1991年イーストマン音楽院より音楽藝術学博士号を授与される。2001年ウクライナ国立歌劇場のヴェルディ週間における『椿姫』の指揮で、ウクライナ共和国黄金十字章を受章。
2007年には、北原白秋作詞・山田耕筰作曲の坂井市立春江小学校校歌に興味を示し、オーケストラ用に編曲、翌年の1月にセントラル愛知交響楽団が録音を行った。録音したCDは春江小学校に贈呈され、2008年2月4日に同校の全校集会で初披露された。2009年からは福井県と福井県教育委員会の共同主催で、小松が監修する「オーケストラと子どもたちのふれあいコンサート」を地元福井県で開催している。
2014年、「福井県民歌」改訂版を作曲。